# Da che pianeta vieni?
Da che pianeta vieni? (What Planet Are You From?) è un film del 2000 diretto da Mike Nichols. È una commedia fantascientifica.

## Trama
Un alieno proveniente da un pianeta tecnologicamente avanzato viene spedito sulla Terra con un compito importante: fecondare una donna terrestre per favorire la successione sul pianeta. Giunto fra i terrestri, l'alieno assume le sembianze di Harold Anderson, un impiegato di banca. Dopo i falliti approcci con le donne, segue il collega sposato Perry Gordon che va alle riunioni degli Alcolisti Anonimi per fare conquiste. Lì conosce Susan, una donna dalla vita difficile, la quale comincia a provare delle sensazioni per lui - e forse anche per lei - sconosciute.

## Distribuzione
Il film è stato distribuito in Italia a partire dal 1º dicembre 2000 dalla Columbia Tristar.